# Barbus meridionalis
Barbus meridionalis is een  straalvinnige vissensoort uit de familie van eigenlijke karpers (Cyprinidae). De wetenschappelijke naam van de soort is voor het eerst geldig gepubliceerd in 1827 door Antoine Risso.
De soort staat op de Rode Lijst van de IUCN als Gevoelig, beoordelingsjaar 2006. De omvang van de populatie is volgens de IUCN stabiel.